# Ilhan
Ilhan är ett könsneutralt förnamn. 120 män har namnet i Sverige och 59 kvinnor. Flest bär namnet i Stockholm, där 58 män och 17 kvinnor har namnet.